# Aristolochia hockii
Aristolochia hockii De Wild. – gatunek rośliny z rodziny kokornakowatych (Aristolochiaceae Juss.). Występuje naturalnie w Demokratycznej Republice Konga, Tanzanii, Zambii oraz Zimbabwe.

## Morfologia
PokrójBylina pnąca o zdrewniałych oraz mniej lub bardziej owłosionych pędach. Dorasta do 45 cm wysokości.
LiścieMają liniowo lancetowaty lub owalnie lancetowaty kształt. Mają 2–14 cm długości oraz 0,5–3 cm szerokości. Nasada liścia ma klinowy lub zaokrąglony kształt. Z tępym lub ostrym wierzchołkiem. Ogonek liściowy jest owłosiony i ma długość 0,5 cm.
KwiatySą zwisające i bezwłose. Zebrane są po 2–9 w gronach o długości 2–30 cm. Mają zieloną lub zielono-purpurową barwę i 6–30 mm długości. Mają po 6 pręcików. Podsadki mają owalny lub okrągły kształt i są sercowate u nasady.
OwoceTorebki o podłużnie gruszkowatym kształcie. Mają 1,5–3 cm długości i 1–1,5 cm szerokości.

## Biologia i ekologia
Rośnie na łąkach i otwartych przestrzeniach w lasach. Występuje na wysokości od 900 do 1300 m n.p.m.